# Metal industrial
Metalul industrial, denumit și industrial metal sau cyber metal este un gen de fuziune dintre heavy metal și muzică industrială, utilizând riffuri de chitară repetitive de heavy metal, sampling, linii de sintetizator sau sequencer, și vocal distorsionat. Ca fondatori ai industrial metal sunt considerate formațiile Ministry, Godflesh și KMFDM.

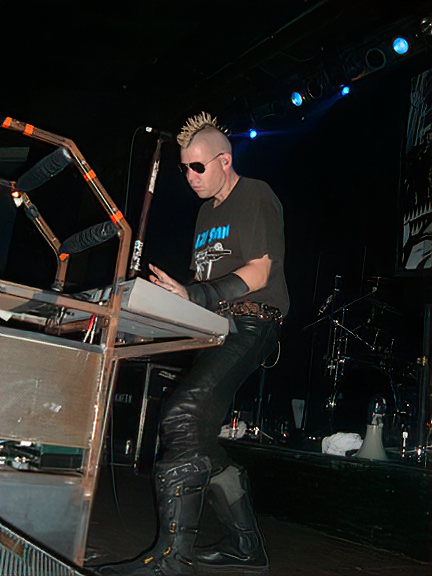
Sascha Konietzko în concert, 2005